# Nouvelle Vague (Iran)
Pour les articles homonymes, voir Nouvelle vague (homonymie).
La nouvelle vague iranienne (موج نوی سینمای ایران) est un mouvement du cinéma iranien. Elle a débuté en 1969 avec le tournage du long métrage Gāv de Dariush Mehrjui, suivi par Massoud Kimiai avec Qeysar, et Nasser Taghvai. Ils ont mis en place une tendance culturelle dynamique et intellectuelle. Le cinéma iranien est alors devenu plus ouvert, encourageant cette nouvelle vague.
Dans les trois ans suivant sa création, ce sont plus de cinquante films notables qui ont été réalisés.

## Histoire
On retrouve Forough Farrokhzad, ou encore Parviz Kimiavi qui ont fait œuvre de pionniers de cette Nouvelle Vague. Ils ont dirigé plusieurs films innovants avec un certain regard sur la politique iranienne, un ton philosophique et poétique. Malgré ces débuts, ce sont d'autres réalisateurs qui réussiront vraiment à se faire connaître comme Abbas Kiarostami, Jafar Panahi, Majid Majidi, Bahram Beyzai, Mohsen Makhmalbaf, Parviz Kimiavi, Samira Makhmalbaf, Mohammad Rasoulof et Abolfazl Jalili.
La reconnaissance de la nouvelle vague vient en partie des idées politiques et intellectuelles actuelles.
Après le 19 août 1953, les réalisateurs de la nouvelle vague innovent le style romantique. Parallèlement, la littérature persane prend exemple et crée ce même style.
La maison est noire (1963) de Forough Farrokhzad est considéré comme l'une des pierres fondatrices de la nouvelle vague iranienne. La Vache (1969) de Dariush Mehrjui signe la naissance officielle de la nouvelle vague iranienne. Le film retrace l'histoire  d'un homme qui perd sa vache, son seul bien, et en devient fou, une narration qui souligne les réalités socio-économiques difficiles dans le pays du Shah. En 1958 déjà, Le Sud de la ville de Farrokh Ghaffari qui braquait les caméras sur les bidonvilles de Téhéran fut interdit de diffusion pendant 5 ans, et dut être renommé Rivalité dans la ville par la suite. Le régime du Shah inonde cependant les ondes de contenus audiovisuels importés et édulcorés, et les films de la nouvelle vague ne trouvent pas leur place dans le marché du cinéma iranien de l'époque.
À partir de 1979, le nouveau régime islamique en Iran réduit la créativité audiovisuelle à la diqh, mais l'arrivée des magnétoscopes et cassettes VHS permet au cinéma indépendant de trouver son chemin dans les foyers iraniens. Les années 1980 sont marquées par la guerre Iran-Irak, un événement qui façonne les mentalités et marque le passage d'une deuxième nouvelle vague dans le cinéma iranien. Le film Le coureur (1985) d'Amir Naderi s'inscrit dans cette deuxième vague. Cette deuxième vague ne trouve toujours pas de place dans le cœur des Iraniens, alors que certaines œuvres rencontrent une certaine reconnaissance internationale, dont Capitaine Soleil de Dariush Mehrjui au festival international du film de Locarno en 1988 et Sara de Dariush Mehrjui primé d'une Coquille d'or au festival international du film de Saint-Sébastien en 1993.
Des cinéastes aux réalisation plus tardives peuvent aussi se voir de la continuité de cette nouvelle vague, comme Marva Nabili avec La terre scellée.

## Influences et héritages
La nouvelle vague iranienne partage quelques caractéristiques avec le cinéma européen, comme le néoréalisme italien. On remarque les propos de Rose Issa dans le journal Real Fictions : « Ces réalisateurs écrivent poétiquement notre vie ordinaire en brouillant les frontières entre la fiction et la réalité. » Brique et Miroir (1965) de Ebrahim Golestan est directement influencé par le cinéma de Michelangelo Antonioni.
Elle rajoutera que la nouvelle vague iranienne influencera les cinéastes européens, comme Michael Winterbottom qui a gagné l'Ours d'or au Berlinale avec In This World :

« Ce nouveau langage aux allures humanistes a été déterminé par des réalisateurs de films individuels à l'identité nationale reconnue, avec des dialogues créatifs, et à l'influence mondiale. »

La nouvelle vague iranienne est riche en poésie et métaphores. Certains parlent d'un cinéma iranien moderne, ou d'un cinéma post-moderne par rapport à Abbas Kiarostami.